# Abu-l-Khayr al-Ixbilí
Abu-l-Khayr al-Ixbilí (en àrab Abū l-Ḫayr al-Ixbīlī), també conegut pel làqab aix-Xajjar (en àrab al-Xajjār, literalment "l'Arboricultor") fou un botànic andalusí nascut a Ixbíliya que va viure en dates desconegudes, però amb seguretat abans del segle xii, molt probablement al segle xi.
La seva obra porta el títol de Kitab al-filaha ("Llibre d'agricultura") i fou editada a Fes el 1357/1358.